# Teófilo Stevenson
Teófilo Stevenson (Puerto Padre, 29. ožujka 1952. – 11. lipnja 2012.), čuveni boksač iz Kube.
U svojoj karijeri osvojio je zlato na Olimpijskim igrama u teškoj kategoriji tri puta za redom u razmaku od 1972. do 1980. Taj je pothvat do sada u povijesti pošao za rukom još samo dvojici boksača uz Stevensona, bili su to Mađar László Papp u razdoblju od 1948. do 1956., te Kubanac Félix Savón u razdoblju od 1992. do 2000. godine.
Općenito se Stevensona smatra najboljim amaterskim boksačem svih vremena, ali i jednim od najboljih boksača općenito. Zanimljivo je da je Stevenson bio kandidat i za četvrto zlato na OI, ali je zbog bojkota Kube propustio nastup na Igrama u Los Angelesu 1984, iako je te iste godine u jednoj ranijoj borbi pobijedio kasnijeg olimpijskog pobjednika Tyrella Biggsa. Usprkos brojim ponudama da se okuša i u profesionalnom boksu Stevenson je ostao vjeran kubanskoj doktrini i odbio sve ponude promotora, te ostao amaterom do kraja karijere. Brojni poznavatelji boksa i dan danas debatiraju o tome kako bi Stevenson prošao u profesionalnom ringu, a s obzirom na to da je boksao istih godina kao Muhammad Ali posebno je bio intrigantan mogući ogled s tim boksačem. Nuđen mu je meč s Alijem, što je Stevenson glatko odbio objasnivši da nikakvi novci ne mogu nadoknaditi naklonost osam milijuna Kubanaca.
Stevenson je odradio ukupno 324 amaterske borbe, u kojima je ostvario impresivne 302 pobjede i svega 22 poraza. 